# Még egy lapát
A Még egy lapát (Doubling Down) a South Park című amerikai animációs sorozat 284. része (a 21. évad 7. epizódja). Elsőként 2017. november 8-án sugározták az Egyesült Államokban a Comedy Central műsorán. Magyarországon szinkronosan 2017. november 23-án szintén a Comedy Central mutatta be.
Az epizód Donald Trump elnökségének csökkenő népszerűségét tárgyalja, párhuzamba állítva a Stockholm-szindróma tüneteivel - ez utóbbit Cartman és Heidi kapcsolatára is rávetítve.

## Cselekmény
Cartman sírva hívja fel Heidit az éjszaka közepén - a lánynak nagyon elege van belőle, mert legutóbb is egy autó alá akarta lökni. Cartman ezt a vércukorszintjére és az egészségtelen táplálkozására fogja, és kikönyörgi Heidinál, hogy segítsen neki egészségesen élni, és megfogadja, hogy vegánul fog étkezni. Másnap undorral szemléli azt, amit ennie kell és a lányt szidja, ami miatt Kyle beolvas neki. Kyle úgy véli, hogy valami oka biztos lehet, ami miatt Heidi együtt van Cartmannel, ezért szünetben beszélgetni kezd vele. Heidi azonban nem hajlandó válaszolni a kérdéseire, hanem terelni kezdi a témát és agresszívan védelmezni kezdi Cartmant.
Később Cartman elmegy Heidihoz, és lelkesen újságolja neki, hogy nagyon ízlik neki a "Vegán Hús", és hozott is neki egy vödör "Vegán KFC"-t (ami igazából KFC-s csirke, csak filccel átírta). Másnap az iskolában Heidi felpuffadtnak és betegnek érzi magát, a háta mögött Cartman pedig lekövérezi őt. Kyle továbbra is azt mondja, hogy tenni kell ez ellen valamit, mire a többiek azt mondják, hogy hagyni kéne őket, mert semmi közük a dologhoz. Kyle szerint tévednek, mert "mindannyian egy kicsit Zsíraggyal járnak", tehát ugyanúgy érintettek. Kyle elmegy a lányokhoz és megkéri őket, hogy ne bántsák Heidit csak azért, mert Cartmannel jár - mert ettől csak befeszül és rátesz még egy lapáttal. A lányok rávilágítanak, hogy Kyle mindezt csak azért csinálja, mert tetszik neki Heidi. Később elhatározza, hogy beszél vele, és bensőséges beszélgetésük végén mindketten elismerik, hogy Cartman soha nem fog megváltozni és nagyon profin játssza meg az áldozatot.
Garrison elnököt figyelmezteti Mitch McConnell, Paul Ryan és Mike Pence, hogy vigyáznia kellene, mert az emberek elpártoltak benne, főként mert továbbra is tartja a fő kampányszlogenjét, minél több ember "halálra baszását". Mikor ők hárman közlik vele, hogy legutóbbi kijelentését, mely során Szaúd-Arábia lakosságát "mocskos homoki Niger bandának" nevezte, nem lehet pozitív színben feltüntetni és felszólalnak ellene, Garrison bezárja őket az Ovális Irodába. Később, amikor Paul Ryant meginterjúvolják, monoklival és ondófoltos szemmel nyilatkozik, és láthatóan félelemből kiáll Garrison elnök mellett. Később Ryan talál egy közvélemény-kutatást, ami szerint az elnök népszerűsége bezuhant - Garrison szerint ez nem probléma, mert állítása szerint ő tud valamit a társadalom-lélektanról, amiről ők nem.
Egy éjjel Cartman sírva megy át Tokenékhez, közölve, hogy Heidi szakított vele, és nála akar aludni - mert most már ő is átérzi, amit a feketék, és "ő is zászlót akar alázni és kocsikat borogatni". A családja végül szánalomból behívja őt vacsorázni, amikor is Cartman megtudja Token apjától, hogy Heidi már Kyle-lal jár. A döbbenettől Cartman szemei előtt megjelenik Kyle a Dumbó "Rózsaszín elefántok" jelenetére emlékeztető látomás Kyle-ról, és elönti a harag. Másnap verekedni akar vele az iskolában, de Kyle egyetlen ütéssel kiüti őt. A lányok vacsorára hívják Heidit, ahol a lányok megint elkezdik cikizni amiatt, hogy Cartmannel járt, és ettől megint elbizonytalanodik. Megkeresi Cartmant, hogy bocsánatot kérjen tőle, de Cartman újra manipulálja őt, és meggyőzi, hogy Kyle tehetett mindenről, amiért elbizonytalanította. Ezután visszamegy Cartmanhez.
Az epizód végén Garrison elnök egy tortát kap a triótól az elnöksége első évfordulójára, aki közli, hogy az elkövetkező három év még ennél is jobb lesz, majd megmutatja a felcsatolható dildóját, őszinte bánatukra.

## Fordítás
- Ez a szócikk részben vagy egészben  a   Doubling Down (South Park) című angol Wikipédia-szócikk ezen változatának fordításán alapul.  Az eredeti cikk szerkesztőit annak laptörténete sorolja fel. Ez a jelzés csupán a megfogalmazás eredetét és a szerzői jogokat jelzi, nem szolgál a cikkben szereplő információk forrásmegjelöléseként.